# Nederlands kampioenschap halve marathon 2023
Het Nederlands kampioenschap halve marathon 2023 vond plaats op 1 oktober 2023. Het was de 30e keer dat de Atletiekunie een wedstrijd organiseerde met als inzet de nationale titel op de halve marathon (21,1 km). De wedstrijd vond plaats in Breda tijdens het evenement Bredase Singelloop.
Nederlands kampioen halve marathon bij de mannen werd Noah Schutte. Bij de vrouwen won Anne Luijten de titel. Beiden wonnen de titel voor de eerste maal.
Karin Verheijden liep een nieuw Nederlands Masters record in de categorie vrouwen 65 tot 70 jaar met een tijd van 1:33.22.
In totaal namen 185 atleten deel in verschillende leeftijdscategorieën.

## Uitslagen

### Mannen
| Rang   | Atleet           | Tijd    | Opm. |
| ------ | ---------------- | ------- | ---- |
| Goud   | Noah Schutte     | 1:03.18 |      |
| Zilver | Frank Futselaar  | 1:03.33 |      |
| Brons  | Bas van Hooren   | 1:03.37 |      |
| 4      | Roy Hoornweg     | 1:04.55 |      |
| 5      | Remyo Tielsema   | 1:06.25 |      |
| 6      | Ronald Cockx     | 1:06.51 |      |
| 7      | Tom Hendrikse    | 1:07.01 |      |
| 8      | Niels te Pas     | 1:07.04 |      |
| 9      | Manuel de Backer | 1:07.10 |      |
| 10     | Dominic Bersee   | 1:07.27 |      |

### Vrouwen
| Rang   | Atleet                | Tijd    | Opm.   |
| ------ | --------------------- | ------- | ------ |
| Goud   | Anne Luijten          | 1:13.26 |        |
| Zilver | Elizeba Cherono       | 1:14.32 |        |
| Brons  | Ineke van Koldam      | 1:15.55 |        |
| 4      | Ruth van der Meijden  | 1:16.39 |        |
| 5      | Vera de Vries         | 1:18.07 |        |
| 6      | Rose Enthoven         | 1:18.46 | 1e V40 |
| 7      | Britt Ummels          | 1:18.50 |        |
| 8      | Bregje Smits          | 1:20.08 |        |
| 9      | Pauline van Donkelaar | 1:21.11 | 1e V35 |
| 10     | Eva van Zoonen        | 1:22.17 |        |

1992 · 
1993 · 
1994 · 
1995 · 
1996 · 
1997 ·
1998 ·
1999 · 
2000 · 
2001 · 
2002 · 
2003 · 
2004 · 
2005 · 
2006 · 
2007 · 
2008 · 
2009 · 
2010 · 
2011 · 
2012 · 
2013 · 
2014 · 
2015 · 
2016 ·
2017 ·
2018 ·
2019 ·
2022 ·
2023